# Okręg wyborczy Pembroke
Okręg wyborczy Pembroke powstał w 1542 r. i wysyłał do angielskiej, a następnie brytyjskiej, Izby Gmin jednego deputowanego. Okręg obejmował miasto Pembroke w zachodniej Walii. Został zlikwidowany w 1885 r.

## Deputowani do brytyjskiej Izby Gmin z okręgu Pembroke

### Deputowani w latach 1542-1660
- 1572–1583: Robert Lougher
- 1626–1629: Hugh Owen
- 1640–1648: Hugh Owen

### Deputowani w latach 1660–1885
- 1660–1661: Hugh Owen
- 1661–1676: Rowland Laugharne
- 1676–1679: Hugh Owen
- 1679–1695: Arthur Owen
- 1695–1702: John Philipps
- 1702–1708: John Meyrick, torysi
- 1708–1712: Arthur Owen, wigowie
- 1712–1715: Lewis Wogan, torysi
- 1715–1722: Thomas Ferrers, wigowie
- 1722–1747: William Owen
- 1747–1761: Hugh Barlow
- 1761–1774: William Owen
- 1774–1809: Hugh Owen, wigowie
- 1809–1809: Hugh Owen, torysi
- 1809–1813: John Owen, torysi
- 1813–1815: Thomas Picton, wigowie
- 1815–1818: John Jones of Yastrad, torysi
- 1818–1826: John Hensleigh Allen, wigowie
- 1826–1838: Hugh Owen Owen, Partia Konserwatywna
- 1838–1841: James Graham, Partia Konserwatywna
- 1841–1861: John Owen, Partia Konserwatywna, od 1857 r. Partia Liberalna
- 1861–1868: Hugh Owen Owen, Partia Konserwatywna
- 1868–1874: Thomas Meyrick, Partia Konserwatywna
- 1874–1880: Edward James Reed, Partia Liberalna
- 1880–1885: Henry George Allen, Partia Liberalna